# Naturschutzgebiet Bibertal
Das Naturschutzgebiet Bibertal mit einer Größe von 17,69 ha liegt nördlich von Scharfenberg im Stadtgebiet von Brilon und liegt direkt an der Grenze zum Kreis Soest. Das Gebiet wurde 2008 mit dem Landschaftsplan Briloner Hochfläche durch den Hochsauerlandkreis als Naturschutzgebiet (NSG) ausgewiesen. Das NSG gehört seit 2023 zum Vogelschutzgebiet Diemel- und Hoppecketal mit angrenzenden Wäldern.

## Gebietsbeschreibung
Beim NSG handelt es sich um das Tal der Biber (Möhne) und Teile der Umgebung. Neben den Biberbach gehören meist nur wenige Meter neben den Bach zum NSG. Daneben sind der Moorbirkenbruchwald Eckbruch, ein Erlenbruch, ein Eichen-Rotbuchenwald mit großflächigen Sickerquellen und ein kleines seggenreiches Übergangsmoor ins NSG einbezogen. Im NSG befinden sich auch viele Rotfichten Bestände.
Es wurden durch das Landesamt für Natur, Umwelt und Verbraucherschutz Nordrhein-Westfalen Pflanzenarten wie Adlerfarn, Bach-Spatenmoos, Bitteres Schaumkraut, Blutwurz, Borstgras, Brennender Hahnenfuß, Flutender Schwaden, Gegenblättriges Milzkraut, Goldenes Frauenhaarmoos, Hain-Gilbweiderich, Heidelbeere, Hirse-Segge, Kleiner Baldrian, Moor-Labkraut, Quell-Sternmiere, Siebenstern, Sumpfdotterblume, Sumpf-Helmkraut, Sumpf-Labkraut, Sumpf-Reitgras, Sumpf-Veilchen, Sumpf-Vergissmeinnicht, Ufer-Wolfstrapp  und Wald-Schachtelhalm nachgewiesen.

## Schutzzweck
Im NSG soll der Biberbach und die dortigen Waldbestände geschützt werden. Wie bei allen Naturschutzgebieten in Deutschland wurde in der Schutzausweisung darauf hingewiesen, dass das Gebiet „wegen der Seltenheit, besonderen Eigenart und Schönheit des Gebietes“ zum Naturschutzgebiet wurde. Der Landschaftsplan führt zum speziellen Schutzzweck auf: „Erhaltung und Optimierung eines Waldtales mit hohem ökologischem Standortpotenzial, das noch am Vorkommen unterschiedlich ausgeprägter Bruchwälder und Moor-Relikte mit typischem Arten- und Biotopinventar erkennbar, aber gefährdet ist; Schutz und Wiederherstellung von standortgerechten Laubholzbeständen zur Verbesserung des Biotopverbundes und der ökologischen Gesamtsituation; Sicherung der aktuell schutzwürdigen Biotoppotenziale als Kernflächen einer möglichen Ausdehnung dieser Strukturen auf weitere Abschnitte des Bibertals.“